# Kredenbach (Esselbach)
Kredenbach ist ein Gemeindeteil der Gemeinde Esselbach im unterfränkischen Landkreis Main-Spessart in Bayern.

## Geographie
Das Dorf befindet sich im südöstlichen Spessart an der Staatsstraße 2312 (ehemalige Bundesstraße 8). Durch den Ort fließt der Esselbach.

## Geschichte
Kredenbach erlangte Bedeutung durch die Handelsstraße von Wien nach Amsterdam. Im Ort befand sich die Postkutschenstelle und später das Postamt Esselbach, das für die Reisenden gleichzeitig Herberge und Pferdeauswechselstelle war.
Dort begann auch das Gebiet der Spessarträuber und etwas nordwestlich steht das Wirtshaus im Spessart.
Im Jahre 1862 wurde das Bezirksamt Marktheidenfeld gebildet, auf dessen Verwaltungsgebiet Kredenbach lag. 1939 wurde wie überall im Deutschen Reich die Bezeichnung Landkreis eingeführt. Kredenbach war nun eine der 47 Gemeinden im Landkreis Marktheidenfeld (Kfz-Kennzeichen MAR). Mit Auflösung des Landkreises Marktheidenfeld im Jahre 1972 kam Kredenbach in den neu gebildeten Landkreis Main-Spessart (Kfz-Kennzeichen KAR, ab 1979 MSP).
Seit der Gebietsreform in Bayern, die am 1. Mai 1978 wirksam wurde, gehört Kredenbach zu Esselbach. Gepfarrt ist das Dorf zur evangelischen Kirchgemeinde Michelrieth, wo sich die Kirche und der Friedhof befinden.